# Kosmos 656
Kosmos 656 ist die Tarnbezeichnung für einen am 27. Mai 1974 gestarteten unbemannten Flug des sowjetischen Raumschiffs Sojus. Die Mission diente als Test für die neue Sojus-Variante 7K-T, die als Transportfähre für Besatzungen der militärischen Raumstation Almaz konzipiert war.

## Flug
Der Start des Raumschiffs erfolgte am 27. Mai 1974 um 07:26 Uhr UTC vom sowjetischen Weltraumbahnhof Baikonur. Die Sojus-Trägerrakete brachte Kosmos 656 in einen 364 Kilometer hohen Erdorbit, wo das mit einem neuen automatischen Andocksystem ausgestattete Raumschiff einen zweitägigen Testflug absolvierte. Der erste bemannte Einsatz der modifizierten Sojus-Version erfolgte einen Monat später im Rahmen einer Mission zur Raumstation Saljut 3.

## Belege
1. ↑  Dennis Newkirk: Almanac of Soviet Manned Space Flight. Gulf Publishing Company, Houston, 1990. S. 124
2. ↑  Rex Hall/David Shayler: Soyuz: A Universal Spacecraft. Praxis Publishing, Chichester, 2003.

- NSSDC Master Catalog: Cosmos 656 (englisch)
- Soyuz 7K-T/A9 in der Encyclopedia Astronautica (englisch)